# Sinimbu
Sinimbu é um município brasileiro do estado do Rio Grande do Sul.
Com turismo rural entre vales e montanhas
Fica a 195 km de Porto Alegre e 159 km de Santa Maria (Rio Grande do Sul).

## Geografia
Perto de Santa Cruz do Sul.
Sua rodovia é a RS-471.

## Pontos Turisticos
Rota Germânica do Rio Pardinho: Começa em Santa Cruz do Sul e segue pelo principal acesso da cidade.
As igrejas: Nossa Senhora da Glória e Evangélica
Gruta Nossa Senhora de Lurdes.
Reserva Particular do Patrimônio Natural.
Exposin: Feira Comercial,Industrial e Pecuária.